# Michal Trávník
Michal Trávník, né le 17 mai 1994 à Mutěnice en Tchéquie, est un footballeur tchèque qui évolue au poste de milieu central au FC Slovácko, en prêt du Sparta Prague.

## Biographie

### FC Slovácko
Né à Mutěnice en Tchéquie, Michal Trávník est formé au FC Slovácko. Il fait ses premiers pas dans le championnat tchèque le 18 mars 2012, contre le Dynamo České Budějovice, les deux équipes se neutralisant sur un score de 2-2.

### FK Jablonec
En juin 2015 est annoncé le transfert de Michal Trávník au FK Jablonec.
Avec le FK Jablonec, il participe à la phase de groupe de la Ligue Europa lors de la saison 2017-2018, avec deux buts inscrits, face au Stade rennais puis au Dynamo Kiev.
La saison suivante, il inscrit son premier doublé en championnat, lors de la réception du Viktoria Plzeň en septembre 2018. Un mois plus tard, il inscrit son premier triplé, sur la pelouse du 1. FK Příbram.

### Sparta Prague
Le 14 juin 2019, lors du mercato estival, Michal Travnik s'engage avec le Sparta Prague pour trois ans.

### Carrière en sélection nationale
Avec les moins de 17 ans, il participe à la Coupe du monde des moins de 17 ans en 2011. Lors du mondial junior organisée au Mexique, il joue trois matchs. Le bilan de la Tchéquie dans ce mondial s'élève à deux défaites et une seule victoire, contre la Nouvelle-Zélande.
Avec les espoirs, il participe à deux phases finale de championnat d'Europe, en 2015 puis en 2017. Lors de l'édition 2017, il officie comme capitaine et marque un but contre l'Italie.
Travnik honore sa première sélection avec la Tchéquie le 23 mars 2018, lors du match amical face à l'Uruguay. Il entre en jeu à la place de Tomáš Souček et les Tchèques s'inclinent sur le score de 2-0. Trois jours plus tard, il est propulsé titulaire et délivre une passe décisive envers son coéquipier Tomáš Kalas, lors d'un match contre la Chine.

## Statistiques
| Saison                | Club                  | Championnat           | Championnat | Championnat | Coupe(s) nationale(s) | Coupe(s) nationale(s) | Compétition(s) continentale(s) | Compétition(s) continentale(s) | Compétition(s) continentale(s) | Total | Total |
| Saison                | Club                  | Division              | M.          | B.          | M.                    | B.                    | Comp.                          | M.                             | B.                             | M.    | B.    |
| 2011-2012             | FC Slovacko           | První liga            | 7           | 0           | -                     | -                     | -                              | -                              | -                              | 7     | 0     |
| 2012-2013             | FC Slovacko           | První liga            | 11          | 0           | 2                     | 0                     | -                              | -                              | -                              | 13    | 0     |
| 2013-2014             | FC Slovacko           | První liga            | 13          | 1           | 1                     | 0                     | -                              | -                              | -                              | 14    | 1     |
| 2014-2015             | FC Slovacko           | První liga            | 24          | 4           | 3                     | 1                     | -                              | -                              | -                              | 27    | 5     |
| Sous-total            | Sous-total            | Sous-total            | 55          | 5           | 6                     | 1                     | -                              | -                              | -                              | 61    | 6     |
| 2015-2016             | FK Jablonec           | První liga            | 23          | 0           | 8                     | 1                     | C3                             | 3                              | 0                              | 34    | 1     |
| 2016-2017             | FK Jablonec           | První liga            | 28          | 2           | 2                     | 0                     | -                              | -                              | -                              | 30    | 2     |
| 2017-2018             | FK Jablonec           | První liga            | 28          | 2           | 4                     | 0                     | -                              | -                              | -                              | 32    | 2     |
| 2018-2019             | FK Jablonec           | První liga            | 33          | 10          | 1                     | 0                     | C3                             | 6                              | 2                              | 40    | 12    |
| Sous-total            | Sous-total            | Sous-total            | 112         | 14          | 17                    | 1                     | -                              | 9                              | 2                              | 138   | 17    |
| 2019-2020             | Sparta Prague         | První liga            | 28          | 0           | 5                     | 0                     | C3                             | 1                              | 0                              | 34    | 0     |
| 2020-2021             | Sparta Prague         | První liga            | 17          | 0           | 3                     | 0                     | C3                             | 5                              | 0                              | 25    | 0     |
| Sous-total            | Sous-total            | Sous-total            | 45          | 0           | 8                     | 0                     | -                              | 6                              | 0                              | 59    | 0     |
| Total sur la carrière | Total sur la carrière | Total sur la carrière | 212         | 19          | 29                    | 2                     | -                              | 15                             | 2                              | 256   | 23    |

## Palmarès
FK Jablonec
- Finaliste de la Coupe de Tchéquie en 2016 et 2018